# Stora Sundkläppen
Stora Sundkläppen är ett skär i Åland (Finland). Det ligger i Skärgårdshavet och i kommunen Kökar i landskapet Åland, i den sydvästra delen av landet. Ön ligger omkring 76 kilometer öster om Mariehamn och omkring 210 kilometer väster om Helsingfors.
Öns area är 1,3 hektar och dess största längd är 170 meter i öst-västlig riktning. Trakten är glest befolkad. Det finns inga samhällen i närheten.